# 波多江村
波多江村（はたえむら）は、福岡県糸島郡にあった村。現在の糸島市の一部。古くは波多部と記した。

## 地理
瑞梅寺川の中流域、雷山川の下流域に位置していた。

## 歴史

### 沿革
- 1889年（明治22年）4月1日 - 町村制の施行により、志摩郡板持村、高田村、池田村、波多江村、志登村、潤村が合併して村制施行し、波多江村が発足[1][2]。
- 1896年（明治29年）4月1日 - 郡の統合により糸島郡に所属[1][3]。
- 1931年（昭和6年）4月1日 - 糸島郡前原町、加布里村と合併し前原町が存続して廃止された[1][2]。

## 交通

### 鉄道
- 1910年（明治43年）- 北筑軌道 加布里 – 今川間開通。波多江・高田に停車場開設。1928年廃止[1]。
- 1925年（大正14年）- 北九州鉄道 福吉 – 前原間開通[1]。